# المزرعة الشرقية
المزرعة الشرقية بلدة فلسطينية في محافظة رام الله والبيرة.

## التسمية
منذ القدم أطلق على قريتنا اسم «المزرعة» نسبة إلى الزراعة التي اشتهرت بها كما ذكرنا سابقا وفي فترة الحكم المملوكي لفلسطين كانت تعرف بهذا الاسم ولما دخل العثمانيون إلى فلسطين حوالي 1514م بعد معركة مرج دابق في سوريا اخذوا ببناء تشكيلات إدارية جديدة وقد أطلقوا على قريتنا اسم«مزرعة أبو طاسه» ورد ذلك في كتاب «التاريخ الجغرافي لفلسطين وشرق الأردن وسوريا الجنوبية» في العام الف وخمسماية وست وتسعون-وسبع وتسعون ومن ثم «مزرعة بني مرة» وبني مرة نسبة إلى أصول سكانها من شرقي الاردن ، حيث يرجعهم مصطفى الدباغ في كتابه إلى مرة بن كعب بن لؤي بن غالب بن فهر (قريش) جد الرسول «صلى الله عليه وسلم»، وبني مرة قبيلة عربية استقرت منذ أمد بعيد في قرى سلواد والمزرعة الشرقية عين يبرود- يبرود، سنجل- وترمسعيا - وكانت المزرعة لفترة طويلة «كرسي بني مرة»، أي مركز حكم قرى بني مرة، وكان أحمد أبو عبد الله من البلدة شيخا على كرسي بني مرة وعين عبد العزيز العينسوية (من أجداد آل عبد العزيز) كشيخ لناحية بني مرة وعين شخصا من آل مبارك في سلواد شيخا عليها وأصبحت قرية سلواد كرسيا منفصلا عن بني مرة وفي العام 1881 ذكرت باسم المزرعة الشرقية في كتاب (مسح فلسطين الغربية) إلى جانب مزرعة بني مرة

## التاريخ
كانت المزرعة الشرقية منتجعا ريفيا، منذ فترة العصر البرونزي، المتوسط والمتأخر حوالي (2000 قبل الميلاد -1000 قبل الميلاد) وقد دلت المكتشفات الأثرية التي تم العثور عليها في القرية ومحيطها، على ان الحياة فيها وجدت منذ أكثر من أربعة آلاف سنة (2000 سنة ق.م). اهتم كل من سكنها بالزراعة وخاصة الزيتون والعنب والتين واللوزيات في القرن السابع قبل الميلاد احتل الفرس المنطقة واقاموا مستعمراتهم فيها وقد احتل الرومان فلسطين في العام 63 ق.م - 324 م واهتموا بمنطقة المزرعة ومحيطها واعادوا بناء المستوطنات القديمة، وفي العصر البيزنطي، ما بين 324-638م، أطلق على المنطقة اسم (الدرجة)، للتدرج في طبقاتها الأرضية والصخرية، وعندما دخل المسلمون فلسطين مر منها الجيش الإسلامي بقيادة عمرو بن العاص القادم من الشام إلى القدس، وقد سكنها المسلمون، وعملوا على زراعتها والمنطقة المحيطة بها، وقد استخدمها المسلمون أيضا كمنتجع لجيوشهم. وبقيت المنطقة تزخر بالحركة والحياة، حتى دخول الصليبيين إلى فلسطين في العام 1099م الذين أعادوا بناءها من جديد وتطويرها حيث بنوا الكنائس والقلاع في الطيبة وتل العاصور، والمزرعة (البرج) والتل، وعندما دخل القائد الإسلامي صلاح الدين الأيوبي لتحرير فلسطين في العام 1187 م، ساعدت المزرعة وسلواد والقرى المحيطة جيوش صلاح وقد مر جيش صلاح الدين من القرية إلى سلواد متجها إلى الجنوب. وفي فترة الحكم المملوكي زادت أهمية المزرعة وكانت وقفا من أوقاف السلطان الظاهر بيبرس وفي فترة الحكم العثماني بقيت تشتهر بالزراعة وسكن العثمانيون فيها وكان للمزرعة دور كبير في تمثيل السلطة الحاكمة وحكم المنطقة المحيطة بها، حيث عرفت بمنطقة بني مرة، وبرز دور بعض العائلات، وظهرت شخصيات تولت الحكم على هذه الناحية، ضمن نظام إقطاعي ويمكن القول ان المزرعة والقرى المحيطة بها كانت منذ أكثر من أربعة آلاف عام وحدة واحدة واستمر هذا الوضع حتى منتصف القرن التاسع عشر حوالي 1850م

## الجغرافيا
هي إحدى بلدات محافظة رام الله والبيرة، تقع على بعد 15 كيلو مترا إلى الشمال الشرقي لمدينة رام الله ترتفع عن سطح البحر قرابة 950م يحرسها جبل العاصور من الجهة الجنوبية الشرقية والذي يرتفع عن سطح البحر1016 م، يحدها من الشمال قرية ترمسعيا ومن الجنوب بلدة سلواد ومن الشرق قرى كفر مالك ودير جرير وأبو فلاح ومن الغرب قرى جلجليا وسنجل
تبلغ مساحة أراضي المزرعة الشرقية حوالي 16,333 دونما وفي العام 1945 كانت مساحة الأراضي المبني عليها 91 دونما مقام عليها 247 بيتا وأصبحت في العام 1998 حوالي 638 دونما مقام عليها 750 مسكناً وقد تم تقسيم الأراضي في البلدة إلى 20 حوضا اما مساحة الأراضي الوقفية في المزرعة الشرقية فتبلغ 69,618 دونما عائدة لمصالح مسجد البلدة وكانت قديما موقوفة على مصالح النبي موسى وخاصكي سلطان في القدس الشريف

## السكان
جاء في كتاب «التاريخ الجغرافي لفلسطين وشرق الأردن وسوريا الجنوبية» ان عدد الأشخاص الذين يدفعون ضريبة للدولة العثمانية في مزرعة أبو طاسه بلغ في العام 1596م 29 شخصا وتذكر الرواية الشفوية ان عدد سكان المزرعة كان قبل العام 1900 حوالي 700 نسمة وحسب إحصاءات دائرة الإحصاء الفلسطينية في فترة الانتداب البريطاني في العام 1922 بلغ عدد سكان المزرعة الشرقية 834 نسمة وفي العام 1931 وصل عددهم إلى 1191 نسمة سكنوا في 247 بيتا وفي العام 1944 أصبح عددهم 1400 نسمة وفي العام 1961 كان عدد سكان المزرعة الشرقية فيه 1929 شخصا بينهم ثمانية مسيحيين وفي العام 1987 زاد العدد إلى 3091 شخصا مع العلم ان العدد تقديري بينما حسب نتائج الإحصاء الذي قامت به دائرة الإحصاء المركزية الفلسطينية في العام 2009 وصل عدد السكان إلى 7000 نسمة مقيمين يعيشون في 750 مسكنا.

### أعلام بارزون
- ربحي حلوم